# بوردرلاندز
بوردرلاندز (بالإنجليزية: Borderlands) هي لعبة أكشن تقمص الأدوار وتصويب منظور الشخص الأول صدرت في أكتوبر 2009، اللعبة هي الأولى لسلسلة بوردرلاندز وهي من تطوير شركة غيربوكس سوفتوير ونشر تو كي جيمز وهي متوفرة على أجهزة بلاي ستيشن 3، إكس بوكس 360، مايكروسوفت ويندوز، ماك أو إس وإنفيديا شيلد تي في.